# Erzsébet Ádám
Erzsébet Ádám, menționată uneori Elisabeta Ádám, (n. 5 ianuarie 1947, Târgu Mureș, România – d. 20 decembrie 2014, Târgu Mureș, România) a fost o actriță română de etnie maghiară. A făcut parte timp de 21 de ani din trupa Teatrului Național din Târgu Mureș (1969–1990) și a jucat în mai multe filme românești.

## Biografie

### Activitatea teatrală
S-a născut la 5 ianuarie 1947 în orașul Târgu Mureș din județul Mureș. A fost o fată retrasă și timidă în anii de școală, dar, cu toate acestea, și-a dorit să devină actriță. A absolvit cursurile cu predare în limba maghiară ale Institutului de Teatru „Szentgyörgyi István” din Târgu Mureș în 1969, având rolurile de absolvire Elena din Copiii soarelui de Maxim Gorki și Carol din Orfeu în infern de Tennessee Williams. I-a avut colegi de promoție pe Sándor Benczédi, József Czintos, Ibolya Csíky, Iván Dengyel, Attila Geréb, Erzsébet Márton, István Vajda și István Zongor, iar ca profesori în timpul studiilor pe Miklós Tompa, László Tarr și Levente Kovács. Modelele sale profesionale au fost, potrivit propriilor afirmații, Margit Kőszegi, Duci Szabó, Clody Bertola și Leopoldina Bălănuță.
A fost repartizată, după absolvire, ca actriță la Teatrul de Stat din Târgu Mureș, unde a jucat în drame, comedii și comedii muzicale. Primul rol de pe scena teatrului târgmureșean a fost Kati din basmul dramatic Regele-i sub tron al lui László Szekernyés. În cursul carierei sale a interpretat mai multe personaje din dramaturgia contemporană românească: Mira din Camera de alături de Paul Everac, Veturia din Casa care a fugit pe ușă de Petru Vintilă, Muky din Siciliana de Aurel Baranga, Logodnica din Noaptea pe asfalt de Theodor Mănescu, precum și din dramaturgia clasică internațională: Irina din Trei surori de Cehov, Sonia din Vilegiaturiștii de Maxim Gorki, Barbara din Maiorul Barbara de George Bernard Shaw, Bela din Fii bun până la moarte de Zsigmond Móricz, Anna din Nu închidem ușa cu cheia de István Kocsis, Melinda din Banul Bánk de József Katona ș.a., colaborând cu regizorii Constantin Anatol și András Hunyadi.
A jucat, de asemenea, în filme românești precum Doi bărbați pentru o moarte (1970), Bietul Ioanide (1980), Am fost șaisprezece (1980), Zbor planat (1980), Pruncul, petrolul și ardelenii (1981), Calculatorul mărturisește (1982), Pădurea de fagi (1987) și Harababura (1991).

### Recitaluri de poezie
La jumătatea anilor 1970 Erzsébet Ádám a început să pregătească un recital artistic individual pentru a-și extinde limitele activității artistice. A susținut șase recitaluri individuale: „Ca sunetul curat al clopotelor” (Harangtisztán, 1974, din versuri ale poeților români și maghiari din România), „Când tainele dau glas” (Rejtelmek, ha zengenek, 1976, din scrisorile și versurile de dragoste ale poetului clasic maghiar Attila József), „Flori de măceș” (Vadrózsák, 1978, din poezii și balade populare secuiești selectate din colecția lui János Kriza), „Umbra soarelui” (A nap árnyéka, 1980, o monodramă dedicată voievodului transilvănean Gabriel Bethlen pe baza textelor lui Zsigmond Móricz), un recital îmbunătățit din creația lui Attila József și „Iubire, iubire...” (Szerelem, szerelem..., 1985, din versurile și cântecele populare maghiare de dragoste din Transilvania), obținând trei premii (două premii I și un premiu II) la fazele republicane ale Festivalului Național „Cântarea României”, Premiul U.T.C. pentru slujirea scenică a poeziei, Marele Premiu la Gala națională a recitalurilor dramatice (Bacău, 1986). pentru recitalul eminescian „De ce nu-mi vii” și două diplome pentru cel mai bun spectacol al anului conferite de Asociația culturală „Bartók Béla” din Australia și Asociația culturală „Bethlen Gabor” din Montréal–Canada.
A recitat adesea poezii (în limbile română și maghiară) la evenimentele organizate de Cenaclul Flacăra al lui Adrian Păunescu. Recitalurile ei de poezie au fost înregistrate pe discurile Harangtisztán (Kaláka Records, New York, 1977), Rejtelmek ha zengenek: József Attila szerelmes versei és levelei (Electrecord, București, 1978), Vadrózsák (Electrecord, București, 1979), A nap árnyéka (Electrecord, București, 1980) și Szerelem, szerelem... (Electrecord, București, 1985).
Loialitatea ei față de politica partidului și implicarea ei în activitățile artistice de masă au atras atenția conducerii Partidului Comunist Român, care a încercat să o folosească pentru a demonstra existența unei politici naționale corecte în România. Cu sprijinul autorităților politice românești, actrița Erzsébet Ádám a participat în anii 1970 și 1980 la turnee teatrale în limba maghiară în Statele Unite ale Americii (1973, 1976, 1978), Canada (1976, 1978), Europa de Vest (Amsterdam, Paris, Berna, Zürich) și Australia, în care a prezentat un program artistic compus din creații ale liricii populare maghiare din Transilvania. Aceste turnee aveau un scop pur propagandistic, urmărind să contrabalanseze acțiunile politice externe ale Ungariei, orientate către susținerea tot mai activă a populației maghiare de peste hotare, și, în același timp, să combată acuzațiile că statul român ar practica unui tratament inechitabil la adresa minorităților naționale. Actrița a fost invitată, de asemenea, să recite poezii în limbile maghiară și română la mai multe emisiuni de televiziune atât în România, cât și în Ungaria, precum și pe scena Teatrului Cetății din Gyula.

### Denunțul adresat conducerii partidului
Erzsébet Ádám a fost soția scriitorului și gazetarului Győző Hajdu (1929-2018), fost membru supleant al Comitetului Central al Partidului Comunist Român (1984-1989) și președinte al Asociației Culturale și de Prietenie „Egyutt – Împreună”. Într-un memoriu în cinci pagini, scris în 17 iulie 1987 (după revenirea dintr-o deplasare la Londra, efectuată în perioada 14 mai – 26 iunie pentru susținerea unui recital de poezie) și trimis Elenei Ceaușescu, actrița Erzsébet Ádám mulțumea pentru șansa „de a sluji și peste granițele țării cauza nobilă a partidului nostru revoluționar, cauza iubitei noastre patrii, România socialistă” și informa cu acel prilej că activitatea artistică a Teatrului Național din Târgu Mureș și atmosfera moral-politică din cadrul colectivului s-au deteriorat în ultima veme. Ea se plângea conducerii partidului că directorul teatrului, Iulius Moldovan, prezentat ca o persoană compromisă „prin beții și viață personală imorală”, o marginaliza și le favoriza pe actrițele care se aflau în grațiile lui. Regizorii András Hunyadi și Elemér Kincses erau acuzați că au „vederi și manifestări specifice naționalismului maghiar” și că dezaprobă fățiș, din acest motiv, acțiunile soțului ei de sprijinire a politicii Partidului Comunist și recitalurile ei poetice în limba română, această atitudine fiind tolerată prin pasivitate de directorul român al teatrului. Actrița aducea la cunoștință unele manifestări antiromânești ale artiștilor maghiari de la Teatrul Național din Târgu Mureș cum ar fi intonarea Imnului Ungariei și Imnului secuiesc cu ocazia unei deplasări în satul Ceuaș și propunea numirea unui nou director care să fie „un om de teatru competent, cu prestigiu moral și profesional, capabil să transpună cu consecvență în viață, în acest domeniu specific de activitate, politica revoluționară a partidului nostru”.
Incidentul cântării Imnului Ungariei și Imnului secuiesc a avut loc în ianuarie 1987, cu ocazia unei petreceri de după spectacol. Actorul György Kárp, care a fost timp de cinci ani secretarul de partid al teatrului, a fost contactat două zile mai târziu de ofițerul de securitate responsabil cu viața culturală a județului și a negat existența acestui incident, dar ofițerul i-a descris în detaliu așezarea persoanelor la masă ca și cu ar fi fost acolo. Locuitorii satului Ceuaș au fost chemați timp de o săptămână la organele de securitate, dar dosarul a fost închis după aceea.
Acuzațiile aduse de Erzsébet Ádám nu au avut repercusiuni nici asupra conducerii teatrului și nici asupra funcționării instituției, iar majoritatea colectivului a aflat de existența scrisorii abia după Revoluția din decembrie 1989, care a dus la căderea regimului comunist din România. Directorul Iulius Moldovan, care a rămas la conducerea teatrului până în 1991, a afirmat că scrisoarea ar fi fost scrisă de Győző Hajdú, iar această opinie a fost împărtășită și de alte persoane.

### Activitatea din perioada postcomunistă
Schimbarea regimului politic după Revoluția din decembrie 1989 a produs o serie de schimbări în cadrul Teatrului Național din Târgu Mureș. La începutul anului 1990 artiștii maghiari au declanșat un conflict interetnic, susținând separarea celor două secții (secția maghiară și secția română), care funcționau în aceeași clădire, pe care o împărțeau într-un mod echitabil. Zelul separatismului s-a domolit ulterior, iar cele două secții au rămas în continuare împreună.
Relațiile dintre Erzsébet Ádám și restul colectivului secției maghiare s-au deteriorat în primele luni de după Revoluție, iar ceilalți actori nu au dorit să mai joace pe scenă alături de ea începând din iunie 1990. Actriței i se reproșa activitatea desfășurată în perioada regimului comunist: participarea la spectacolele cenaclului „Flacăra” al lui Adrian Păunescu, recitalurile Eminescu, precum și calitatea de soție a activistului Győző Hajdu. În urma acestor evenimente, Erzsébet Ádám a părăsit scena târgmureșeană la mijlocul anului 1990, când era la apogeul capacităților sale creatoare, și a mai jucat rar pe scenele unor teatre din București. Actrița s-a mutat pentru un timp, împreună cu soțul ei, la București, unde Győző Hajdu a înființat, cu sprijinul poeților Adrian Păunescu și Corneliu Vadim Tudor, o publicație intitulată Împreună – Együtt, care milita pentru reconcilierea româno-maghiară și îi calomnia constant pe conducătorii Ungariei.
Fostul activist comunist s-a înscris după Revoluție în Partidul Socialist al Muncii (PSM), condus de Ilie Verdeț, și a fost ales vicepreședinte al acestei formațiuni politice, participând în această calitate la campaniile de presă împotriva UDMR. După intrarea PSM la putere ca parte a „Patrulaterului roșu”, Erzsébet Ádám a fost numită în noiembrie 1995 în funcția de director adjunct al Centrului Cultural Român din Budapesta, iar această decizie a provocat nemulțumiri în cercurile intelectuale românești și maghiare. Odată cu schimbarea majorității politice în urma alegerilor parlamentare din noiembrie 1996, actrița Erzsébet Ádám a fost rechemată din funcția de director adjunct al Centrului Cultural Român din Budapesta cu începere de la 1 februarie 1997. Ea s-a pensionat în 1999, după 30 de ani de activitate.
Soții Hajdu au locuit începând din 1978 într-o casă naționalizată cu etaj de pe Bulevardul 1 Mai (azi Bulevardul Cetății) din Târgu Mureș, după ce activistul comunist îi facilitase fostului proprietar al casei, Ferenc Gyöngyösi, un permis de emigrare în Ungaria.  După Revoluția din 1989, ei au făcut mai mute demersuri pentru cumpărarea locuinței, dar primarul Imre Fodor a refuzat. Fostul proprietar al casei a obținut retrocedarea locuinței, după un lung litigiu, în anul 2002, iar soții Hajdu au fost nevoiți să părăsească casa cu un etaj din centrul orașului și s-au mutat în noiembrie 2011 într-un apartament cu două camere dintr-un bloc construit de Agenția Națională pentru Locuințe (ANL) în cartierul rezidențial Belvedere.
Erzsébet Ádám a decedat în 20 decembrie 2014 la Târgu Mureș, la vârsta de 67 de ani.

## Roluri în piese de teatru

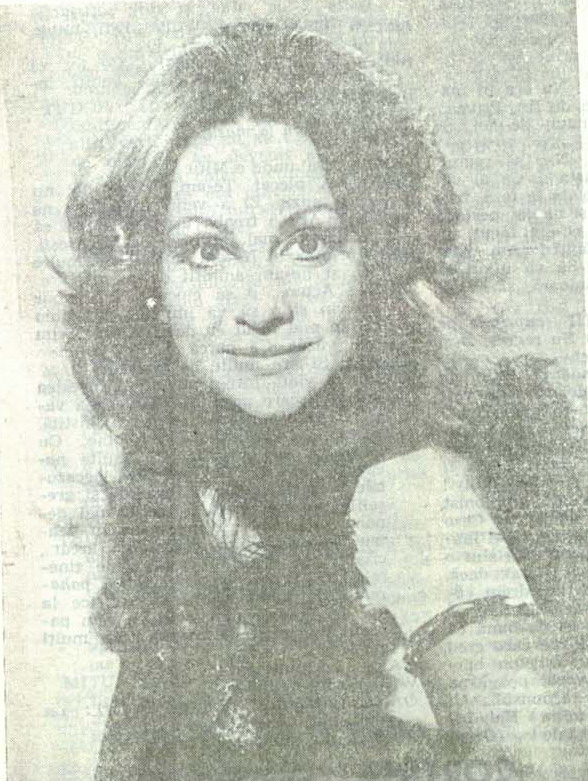
Actrița Erzsébet Ádám

- Cafeneaua amintirilor (spectacol de varietăți)
- Harangtisztán („Ca sunetul curat al clopotelor”, recital de versuri ale poeților români și maghiari din România, 1974)
- Rejtelmek, ha zengenek („Când tainele dau glas”, recital din scrisorile și versurile de dragoste ale poetului clasic maghiar Attila József, 1976)
- Vadrózsák („Flori de măceș”, recital de poezii și balade populare secuiești selectate din colecția lui János Kriza, 1978)

- Aurel Baranga: Siciliana — Muki
- Anton Cehov: Trei surori — Irina
- Paul Everac: Camera de alături — Mira, fiica soților Bondoc
- Paul Everac: Ștafeta nevăzută — secretara
- Georges Feydeau: O fată de la Maxim — doamna Hantignol
- Maxim Gorki: Copiii soarelui — Elena
- Maxim Gorki: Vilegiaturiștii — Sonia, fiica Mariei Lvovna
- Frigyes Karinthy: Seară de cabaret (1971)
- József Katona:Banul Bánk — Melinda
- István Kocsis: Nu închidem ușa cu cheia — Anna
- Corneliu Leu: Femeia fericită — elevă
- Imre Madách: Tragedia omului — londoneză
- Theodor Mănescu: Noaptea pe asfalt — logodnica
- Zsigmond Móricz: Fii bun până la moarte — Bella
- Zsigmond Móricz: Nu pot trăi fără muzică — fată frumoasă
- Zsigmond Móricz: Pasărea mică — Zsófi
- István Örkény: Joc de pisici — Ilusa, fiica lui Egérke
- Camil Petrescu: Jocul ielelor — Roxana, verișoara Mariei Sinești
- Luigi Pirandello: Șase personaje în cautarea unui autor — actrița tânără
- William Shakespeare: A douăsprezecea noapte — Olivia
- William Shakespeare: Othello — Bianca, iubita lui Cassio
- George Bernard Shaw: Maiorul Barbara — Barbara, fiica lui lady Britomart
- Lajos Szabó: Az otthon szigetén — Zita
- László Szekernyés: Regele-i sub tron — Kati
- Boris Vasiliev: Aici zorile sunt liniștite — Jenia Komelkova
- Petru Vintilă: Casa care a fugit pe ușă — Veturia
- Oscar Wilde: Evantaiul doamnei Windermere — lady Agatha Carlisle, fiica ducesei de Berwick
- Tennessee Williams: Noaptea iguanei — Charlotte Goodall
- Tennessee Williams: Orfeu în infern — Carol

## Filmografie
- Doi bărbați pentru o moarte (1970) — Ana
- Bietul Ioanide (1980) — Cati Zănoagă
- Am fost șaisprezece (1980) — unguroaica Erzsi Márton
- Zbor planat (1980)
- A hosszú előszoba (film TV maghiar, 1980)
- Pruncul, petrolul și ardelenii (1981) — Julie „Iulișka” Orban
- Calculatorul mărturisește (1982) — Ivonne State
- Pădurea de fagi (1987) — telefonistă
- Harababura (1991) — soția lui Nes
- Păcală se întoarce (2006) — soția vameșului ungur

## Piese interpretate
- „Lacul” (versuri: Mihai Eminescu, muzică: Endre Sárossy) la Cenaclul Flacăra

## Discuri
- Harangtisztán (Kaláka Records, New York, 1977)
- Rejtelmek ha zengenek: József Attila szerelmes versei és levelei („Când tainele dau glas”, Electrecord, București, 1978)
- Vadrózsák („Flori de măceș”, Electrecord, București, 1979)
- A nap árnyéka („Umbra soarelui”, Electrecord, București, 1980)
- Szerelem, szerelem... („Iubire, iubire...”, Electrecord, București, 1985)